# Princes Square

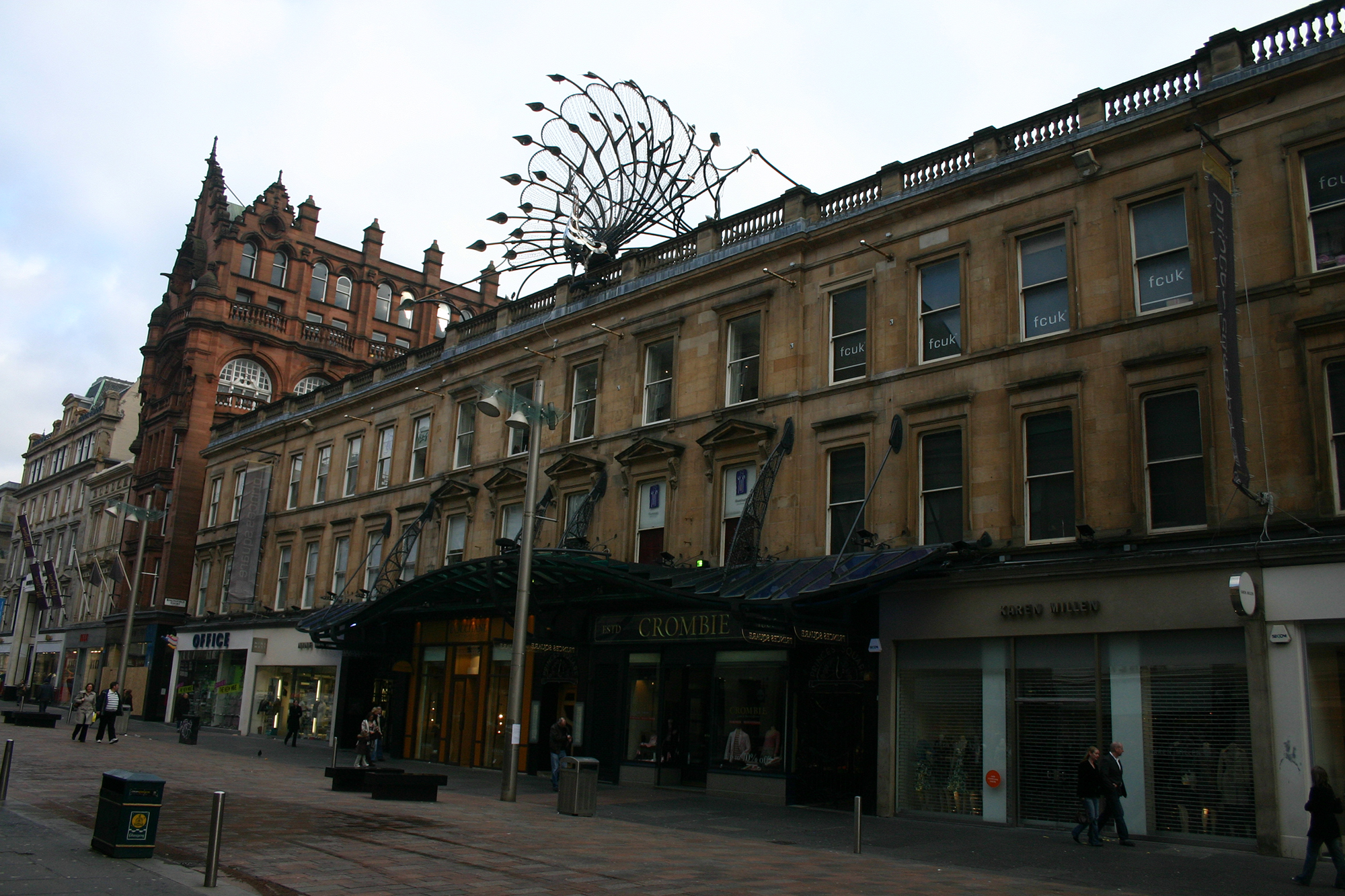
Princes Square

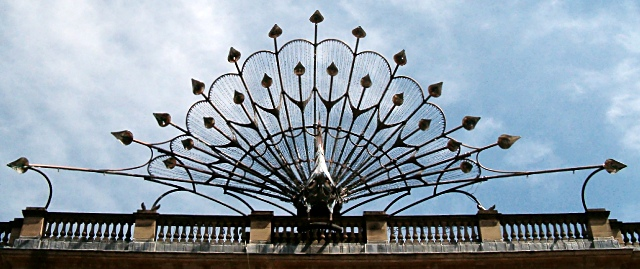
Pauwsculptuur boven op de gevel van het winkelcentrum aan Buchanan Street

Princes Square is een winkelcentrum aan Buchanan Street in het centrum van Glasgow, Schotland. Het oorspronkelijke ontwerp van John Baird en andere architecten werd gebouwd in de jaren 1840. 
In 1988 werd het gebouw herontwikkeld naar een ontwerp van Hugh Martin Partnership, een architectenbureau uit Edinburgh. 
Het nieuwe, vijf verdiepingen tellende winkelcentrum met een oppervlakte van 10.450 m² is ontwikkeld rondom het bestaande Princes Square uit 1841. Het plein werd opnieuw ingericht en werd overdekt met nieuwe heldere glazen koepel en een gewelfd dak. In de zomer van 1999 werd een uitbreiding voltooid, waarbij het centrum werd uitgebreid tot Springfield Court en er 1.860 m² winkeloppervlakte werd toegevoegd. Aan Queen Street werd een nieuwe winkelgevel opgetrokken. De oorspronkelijke kelders van de bestaande gebouwen werden uitgegraven om extra ruimte te creëren. Op de binnenplaats geven nieuwe galerijen en trappen toegang tot de bovenverdiepingen. Rondom het moderne interieur zijn de originele zandstenen gevels behouden gebleven. Het centrum is versierd met decoratief glas, tegels, verlichting, hout- en metaalwerk, ontworpen door kunstenaars en ambachtslieden.
De schrijver Bill Bryson noemde Princes Square "een van de meest intelligente stukken stadsvernieuwing".
Het architectenbureau Hugh Martin Partnership verdiende verschillende prijzen voor het ontwerp van Princes Square, waaronder de RIBA Scottish Regional Award for Architecture (1988), de Edinburgh Architectural Association Centenary Medal (1989) en een Civic Trust Award (1989). In 2016 werd het uitgeroepen tot Schotlands beste gebouw van de afgelopen 100 jaar. De oorspronkelijke gebouwen zijn sinds 1970 beschermd als monumentaal pand van categorie B.
In februari 2024 werd het Princes Square Shopping Mall voor een niet bekendgemaakte bedrag verkocht aan M Core, een investeringsmaatschappij van projectontwikkelaars.